# 붉은꼬리검은유황앵무속
붉은꼬리검은유황앵무속(Calyptorhynchus)은 붉은꼬리검은유황앵무아과(Calyptorhynchinae)의 2개 하위 속 중 하나로 코카투의 하위 속에 속한다. 레드 테일 블랙 코카투라고도 부른다. 1826년 프랑스의 자연학자인 앙셀 가에탕 데마레스가 처음으로 분류를 만들었다.

## 특징
이 속에 속하는 코카투는 거의 다 검은색이며, 특히 꼬리 부분의 털이 빨강, 회색, 노랑 부분이 작게 있는데 이 꼬리 부분의 위치와 크기에 따라 하위 종으로 분류군을 구분할 수 있다. 미토콘드리아 DNA 12S 유전자편 연구에 따르면 다른 성적 이형성을 가진 종인 갱갱관앵무와 왕관앵무가 붉은꼬리검은유황앵무속과 유전적으로 제일 가까운 근연종이라는 결론을 내렸다. 하지만 후속 연구에서는 더 많은 유전자편을 포함해 연구한 결과 갱갱관앵무는 흰 코카투군 안에서 야자잎검은유황앵무와 가장 밀접한 관련이 있으며 왕관앵무는 코카투의 아과 중 형태학적으로 세번째로 가장 뚜렷하게 구분된다는 결론을 내렸다.

## 하위 종
| 일반명               | 학술명 및 아종 | 서식 범위           | IUCN 상태 및 추정 개체수 |
| -------------------- | --- | ------------------- | ------------------------ |
| 붉은꼬리검은유황앵무 | Calyptorhynchus banksii Latham, 1790 5개 아종 - C. b. banksii - C. b. escondidus - C. b. graptogyne - C. b. naso - C. b. samueli | 오스트레일리아 지역 | 최소관심종(LC)           |
| 광택검은유황앵무     | Calyptorhynchus lathami Temminck, 1807 3개 아종 - C. l. lathami - C. l. erebus - C. l. halmaturinus                              | 오스트레일리아 동부 | 취약종(VU)               |

노란꼬리검은유황앵무(Zanda funerea), 짧은부리검은유황앵무(Zanda latirostris), 긴부리검은유황앵무(Zanda baudinii)는 전통적으로 붉은꼬리검은유황앵무속의 아속인 잔다아속에 포함시켰다. 하지만 유전적 분화 연구에 따라 잔다가 붉은꼬리검은유황앵무아과의 잔다속이란 이름으로 별도의 속으로 인정받았고 3개 종은 붉은꼬리검은유황앵무속에서 분리되었다.

## 참고 문헌
- Astuti, Dwi (2004?): A phylogeny of cockatoos (Aves: Psittaciformes) inferred from DNA sequences of the seventh intron of nuclear β-fibrinogen gene. Doctoral work, Graduate School of Environmental Earth Science, Hokkaido University, Japan. PDF fulltext
- Brown, D.M.; Toft, C.A. (1999). “Molecular systematics and biogeography of the cockatoos (Psittaciformes: Cacatuidae)”. 《Auk》 116 (1): 141–157. doi:10.2307/4089461. JSTOR 4089461.
- Higgins, P.J. (1999). 《Handbook of Australian, New Zealand and Antarctic Birds. Volume 4: Parrots to Dollarbird》. Melbourne: Oxford University Press. ISBN 978-0-19-553071-1.